# Fluorure d'étain(II)
Le fluorure d'étain(II) est un composé inorganique de formule SnF2 utilisé dans certains dentifrices[réf. nécessaire].